# Benjamin Moukandjo
Benjamin Moukandjo Bilé (Douala, 12 november 1988) is een Kameroens voormalig voetballer die doorgaans speelde als spits. Tussen 2007 en 2021 was hij actief voor Stade Rennais, L'Entente, Nîmes Olympique, AS Monaco, AS Nancy, Stade de Reims, FC Lorient, Jiangsu Suning, Beijing Renhe, RC Lens, Valenciennes en AE Larissa. Moukandjo maakte in 2011 zijn debuut in het Kameroens voetbalelftal en kwam uiteindelijk tot achtenvijftig interlandoptredens.

## Clubcarrière
Moukandjo speelde in zijn vaderland Kameroen voor de Kadji Sports Academy en werd in 2006 overgenomen door het Franse Stade Rennais. Hij werd eerst verhuurd aan L'Entente, voordat hij bij Rennais door wist te breken. Op 31 augustus 2009 werd hij overgenomen door Nîmes Olympique, dat speelde in de Ligue 2. Na anderhalf jaar werd hij overgekocht door AS Monaco. Hij speelde zestien wedstrijden voor de Monegaskische club en scoorde drie keer, maar ondanks deze statistieken werd degradatie niet ontlopen. In de Ligue 2 kwam hij echter niet aan spelen toe en op 15 augustus 2011 verkaste Moukandjo naar AS Nancy. Na drie jaar verkaste de Kameroener naar Stade de Reims.
Na een jaar werd hij overgenomen door FC Lorient, waar hij zijn handtekening zette onder een verbintenis voor de duur van drie seizoenen. Twee seizoenen op rij kwam hij tot dertien competitiedoelpunten, waarna hij in 2017 verkaste naar het Chinese Jiangsu Suning. Hier tekende hij voor twee jaar. Na een half seizoen, waarin hij tot zeven doelpunten uit tien duels kwam, huurde Beijing Renhe Moukandjo tot het einde van het kalenderjaar 2018. In februari 2019 besloten Moukandjo en Jiangsu Suning uit elkaar te gaan. Na een tijdje zonder club tekende hij in september datzelfde jaar voor RC Lens. Na een jaartje bij Valenciennes vertrok Moukandjo in januari 2021 voor een half seizoen naar AE Larissa. Vanaf medio 2021 zat Moukandjo zonder club, waarna hij in november 2022 op vierendertigjarige leeftijd besloot een punt te zetten achter zijn actieve loopbaan.

## Interlandcarrière
Moukandjo debuteerde in het Kameroens voetbalelftal op 4 juni 2011. Op die dag werd een kwalificatiewedstrijd voor het Afrikaans kampioenschap tegen Senegal met 0–0 gelijkgespeeld. De buitenspeler begon in de basis en werd vijf minuten voor tijd afgelost door Pierre Webó. Hij maakte op 16 juni 2012 zijn eerste interlanddoelpunt, toen er met 1–0 gewonnen werd van Guinee-Bissau. Moukandjo nam met Kameroen deel aan de FIFA Confederations Cup 2017, waar in de groepsfase werd verloren van regerend wereldkampioen Duitsland, regerend Zuid-Amerikaans kampioen Chili en werd gelijkgespeeld tegen de kampioen van Azië, Australië. In september 2018 besloot de aanvaller te stoppen als Kameroens international na onenigheid over uitspraken van bondscoach Clarence Seedorf.